# Роттердамський зоопарк
Зоопарк Блейдорп (нід. Diergaarde Blijdorp), офіційно Роттердамський зоопарк, знаходиться на північному сході Роттердаму. Це один з найстаріших музеїв у Нідерландах, яким керує Фонд королівського Роттердамського зоопарку (Stichting Koninklijke Rotterdamse Diergaarde). Поділений на кілька зоогеографічних регіонів, розміщений на  26 гектарах. Зоопарк може похвалитися понад 180 видами тварин. Тут також є сувенірна крамниця, кав'ярня, інформаційний центр.
Зоопарк є членом Нідерландської федерації зоопарків (NVD) і Європейської асоціації зоопарків і акваріумів (EAZA). У 2007 році він відзначив 150-річчя.

## Історія

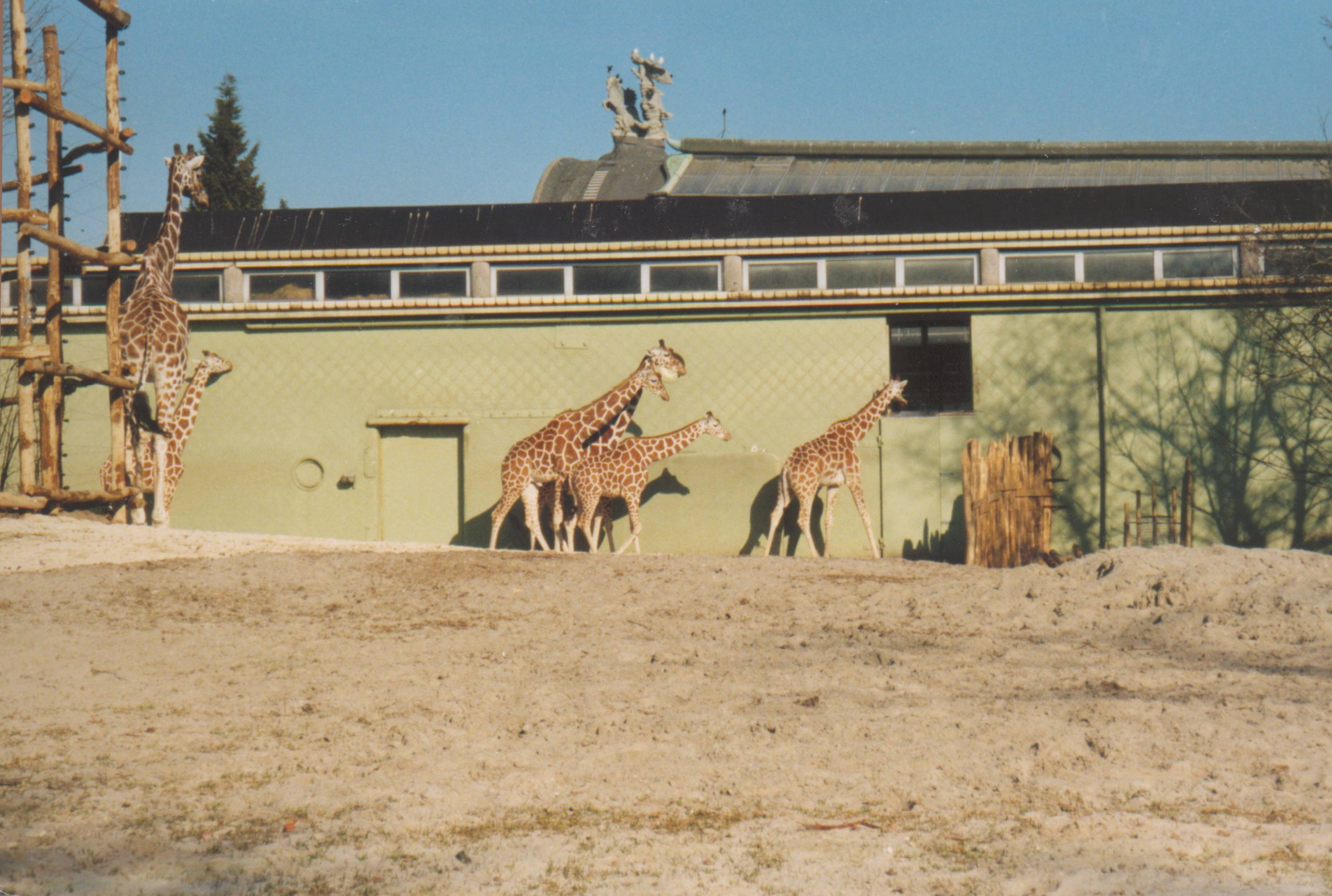
Жирафи та капітальна споруда

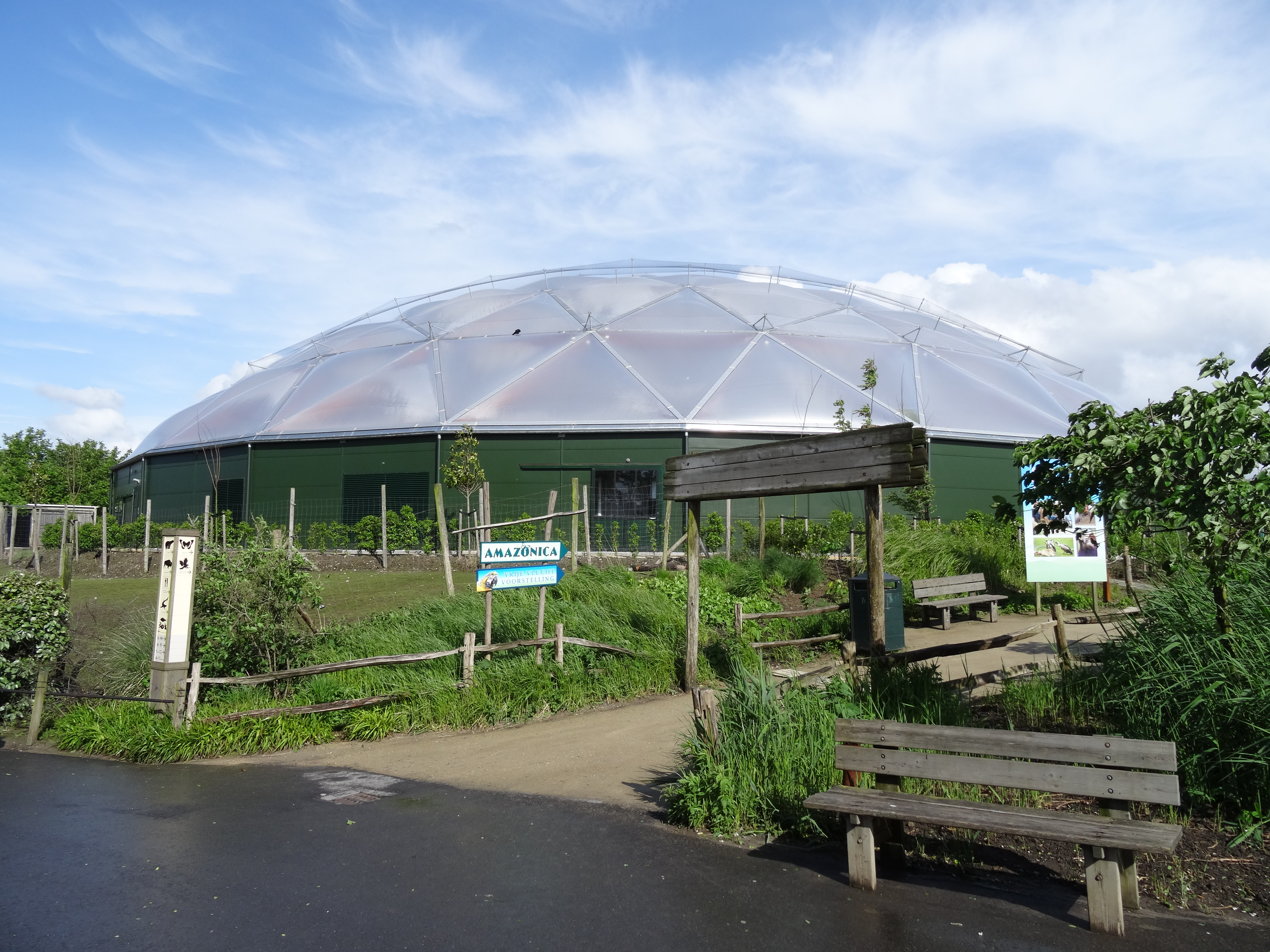
Amazonica, Diergaarde Blijdorp, Outside view

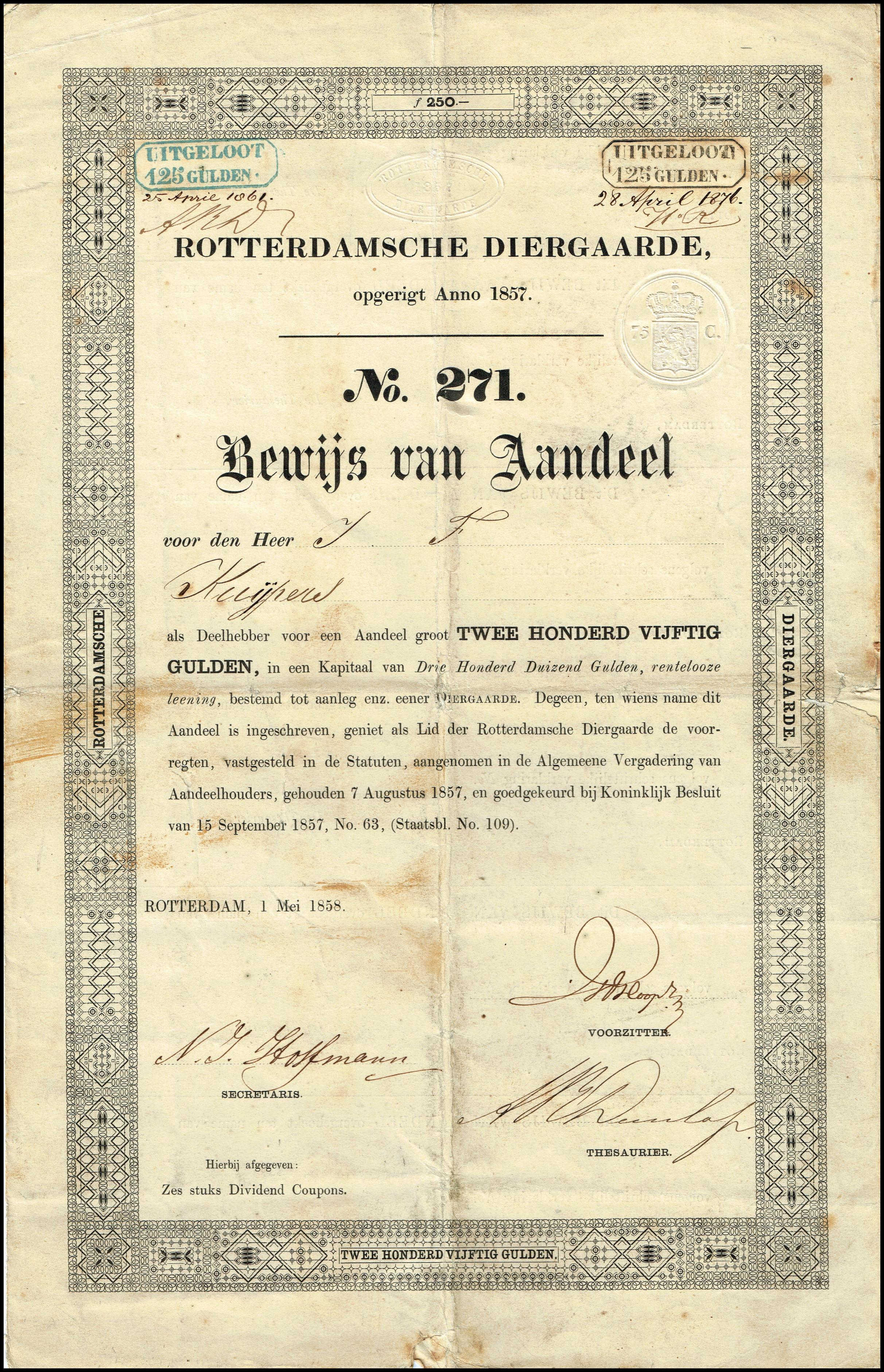
Share of the Rotterdamsche Diergaarde, issued 1 May 1858

У 1855 році у центрі Роттердаму біля Крейскаде було розбито сад для фазанів та водоплавчих птахів. Він мав успіх у містян, і 18 травня 1857 року Роттердамський зоопарк (нід. Rotterdamsche Diergaarde) був відкритий як його продовження. Першим директором зоопарку став дресирувальник Анрі Мартен (Henri Martin). Того ж року було засновано Асоціацію Роттердамського зоопарку (нід. Vereniging Rotterdamsche Diergaarde). У 1932 було вирішено реорганізувати зоопарк. У 1937 році його було вирішено перенести на нову локацію. Зоопарк обмінявся землею з муніципалітетом: муніципалітет отримав безкоштовно землю старого зоопарку, за решту довелося заплатити.  В результаті обміну зоопарк отримав дві третини нової ділянки площею 13 нових гектарів у районі Блейдорп, а одну третину нової ділянки довелося передати в оренду за один гульден.  26 жовтня 1938 року «Vereniging» було розпущено і засновано Фундацію Роттердамського зоопарку (нід. Rotterdamsche Diergaarde Foundation). Роттердамський зоопарк переїхав на нову локацію перед  бомбардуванням Роттердама під час Другої світової війни, що зруйнували більшу частину центру Роттердама. Оригінальний зоопарк був серйозно пошкоджений бомбардуванням за два дні до нього, але його не торкнулося основне бомбардування 14 травня 1940 року. Деякі назви вулиць, як-от Diergaardesingel (Зоопарковий провулок), досі нагадують про старий зоопарк. Новий зоопарк у Блайдорпі був перебудований трохи на північ, де він був відкритий для публики 7 грудня 1940 року.
Новий зоопарк був спроєктований нідерландським архітектором Сейбольдом ван Равестейном, який також проєктував Центральний залізничний вокзал Роттердама. У 2001 році зоопарк став майже вдвічі більшим з відкриттям нової західної частини, що включає Океаніум. У 2007 році зоопарк було оголошено рейксмонументом — національною пам'яткою Нідерландів.
У травні  2007 року зоопарк потрапив в новини, коли срібляста горила Бокіто втік зі свого вольєру та серйозно поранив відвідувачку. До нападу жінка була постійною відвідувачкою зоопарку (в середньому 4 рази на тиждень) і стверджувала, що має особливий зв'язок із Бокіто, регулярно торкаючись скла між нею та горилою, дивлячись йому в очі та посміхаючись йому.
У жовтні 2010 року місто Роттердам вирішило скоротити щорічне фінансування зоопарку Бейдорп з 4,5 мільйонів до приблизно, 0,8 мільйонів євро до 2015 року. Зоопарк та його прихильники протестували проти цього рішення, стверджуючи, що незрозуміло, чи зможе зоопарк працювати зі скороченим бюджетом.
У березні 2014 року зоопарк потрапив у заголовки газет, коли жираф лизнув колишнього прибиральника зоопарку, останнім бажанням якого було повернутися до зоопарку, оскільки він помирав від раку мозку. Відео швидко стало вірусним.

## Програми розведення

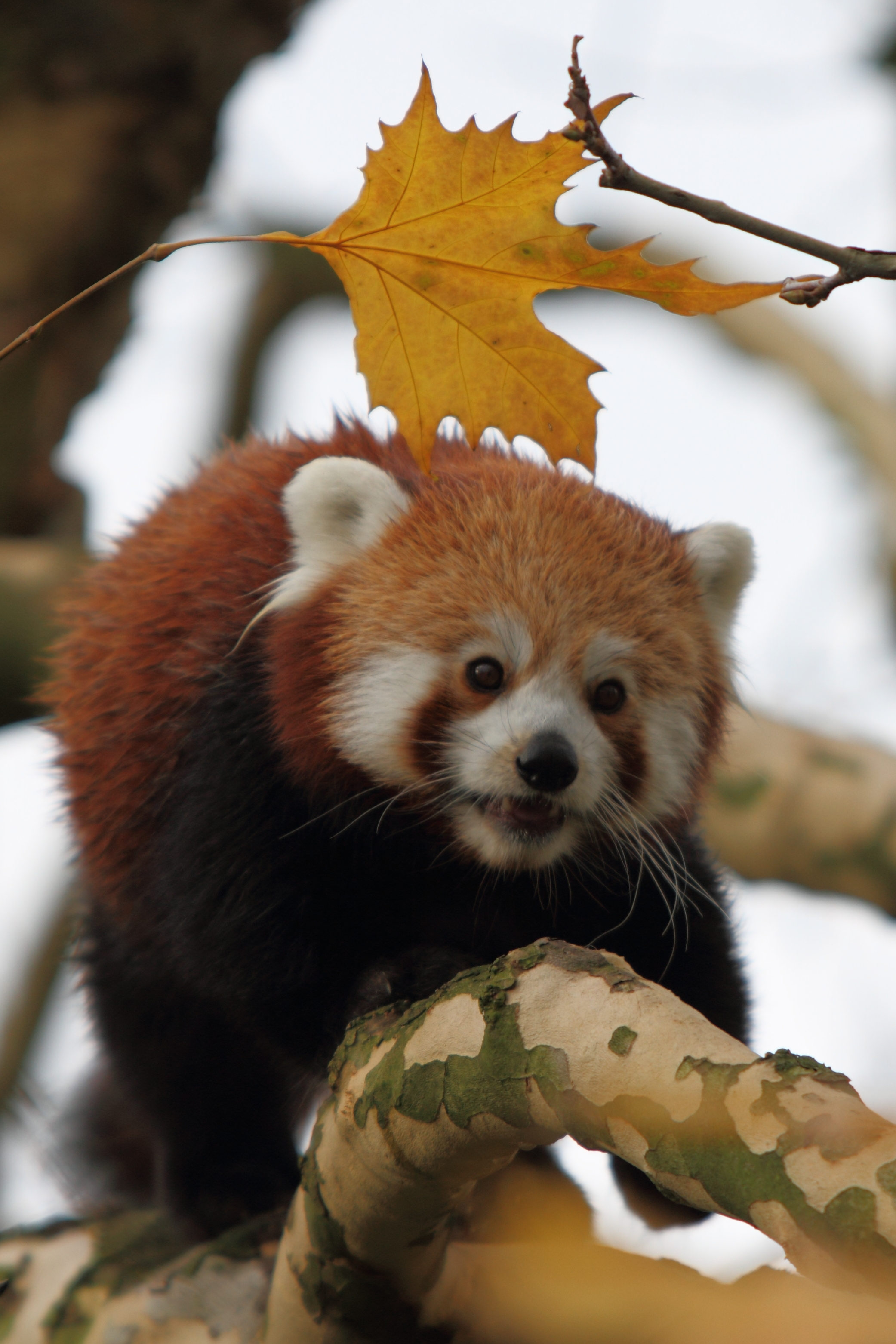
Червона панда (Ailurus fulgens fulgens) в зоопарку, яка координує міжнародну програму розведення для цього виду

Зоопарк Блейдорп бере участь у близько 70 програмах розведення та племінних книгах, а також координує частину з них, включно з міжнародною програмою розведення для червоних панд, Європейськими програмами для видів під загрозою вимирання (EEP) для слона індійського, варана комодського, журавлів японського та білого, свині вісайської бородавчастої та черепахи єгипетської, а також ESB (Європейською племінною книгою) для короначів.

## Ботанічний сад
Блейдорп також містить ботанічний сад та управляє нідерландською національними колекціями Бромелієвих та примул.

## Океаніум
Океаніум — це акваріум, який відкрився в зоопарку 2001 року. Океаніум розташувався в розширенні зоопарку, яке включає новий вхід та паркувальну зону, і було донині найбільшим реалізованим проєктом для нього. Зона навколо Океаніуму розміщує проєкти, що зображають Америку.